# Каппський заколот

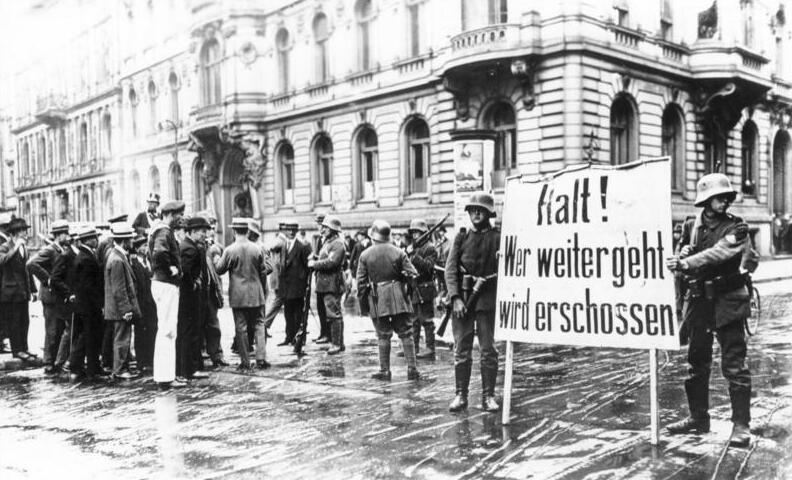

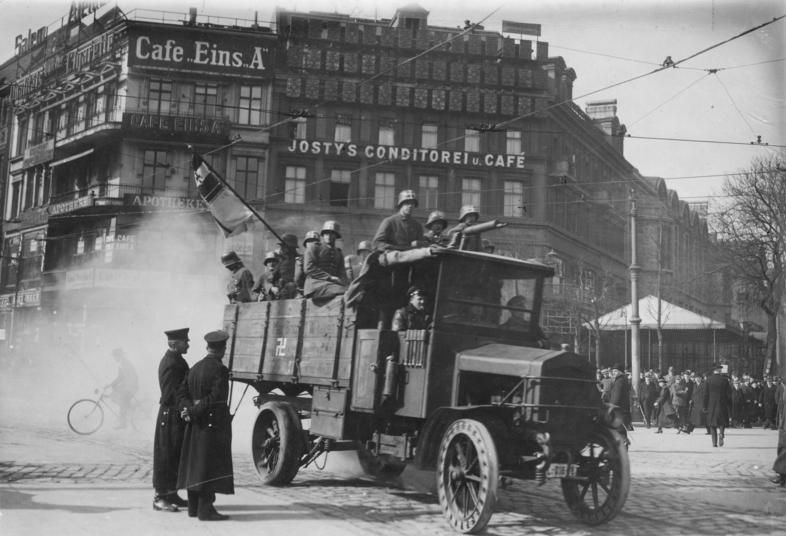
Путчисти на Потсдамській площі

Каппський заколот (нім. Kapp-Putsch німецька вимова: [ˈkapˌpʊt͡ʃ] ⓘ), також відомий як Путч Каппа-Лютвіца (Kapp–Lüttwitz Putsch німецька вимова: [kapˈlʏtvɪt͡sˌpʊt͡ʃ] ⓘ)) — правий реваншистський заколот, здійснений консервативними силами в 1920 році проти уряду Веймарської республіки.

## Передумови
Згідно з Версальським договором 1919 Німеччина була зобов'язана скоротити чисельність своїх військ до 100 тисяч солдатів. Демобілізація породила соціальну напруженість. Голосом незадоволених став командувач військами берлінського округу генерал Вальтер фон Лютвіц. На чолі заколоту стояв один з лідерів Німецької вітчизняної партії, впливовий прусський юнкер Вольфганг Кап.

## Хід путчу
10 березня, підтягнувши до Берліна з'єднання фрайкору, які відмовилися роззброюватися, генерал Лютвіц пред'явив уряду Бауера ультиматум, зажадавши розпуску національних зборів, перевиборів президента, відмови від скорочення особового складу рейхсверу, передбаченого Версальським мирним договором. Уряд не вжив ніяких рішучих заходів проти заколотників. 13 березня путчисти зайняли Берлін і утворили свій уряд на чолі з номінальним правителем Капом.
Президент Фрідріх Еберт і уряд Бауера залишили столицю і переїхали в Дрезден, де сподівалися отримати підтримку генерал-майора Меркера. Однак, переконавшись, що допомоги вони не отримають, були змушені переїхати в Штутгарт. Тим часом Вольфганг Кап марно намагався сформувати свій уряд, призначивши на чолі ряду відомств різні маргінальні елементи і люмпенів. Відоміші політики, запрошені Капом в його кабінет, від пропозиції відмовилися, не бажаючи пов'язувати себе з його ім'ям.
Міністр оборони Густав Носке закликав армію придушити путч, проте армія відмовлялася стріляти у своїх: начальник штабу рейхсверу генерал Ганс фон Зект заявив, що солдати в солдатів не стріляють. Однак путч викликав хвилю протестів серед робітників, які почали загальнонаціональний страйк і підняли повстання, сформувавши Рурську Червону армію і приступивши до встановлення «радянської» влади в Рурському регіоні.
Бачачи повний параліч в країні, ряд високопоставлених армійських генералів, за винятком Людендорфа, інформували генерала Лютвіца, що в інтересах країни йому краще подати у відставку. Зважаючи на ситуацію, Лютвіц і Кап 17 березня втекли до Швеції.